# Ilhas Virgens Americanas nos Jogos Olímpicos de Verão de 1988
As Ilhas Virgens Americanas participaram dos Jogos Olímpicos de Verão de 1988 em Seul, na Coreia do Sul. Conquistaram uma medalha de prata, A única medalha de sua história por Peter Holmberg. Foi a quinta participação do país em Jogos Olímpicos de Verão.